# Technohead
Technohead was een Britse happyhardcore-groep, die in 1995 een grote hit scoorde met I Wanna Be a Hippy, dat in Nederland, België en Duitsland een nummer 1-hit werd. De groep bestond uit Lee Newman en Michael Wells. De groep was in een eerder stadium actief als Greater Than One. 

## Geschiedenis
Technohead bestond uit het echtpaar Lee Newman en Michael Wells. Ze hadden elkaar leren kennen tijdens hun studie en trouwden. In de tweede helft van de jaren tachtig vormden ze het electroduo Greater Than One, waarmee ze enkele albums uitbrachten. Als Tricky Disco werden ze actief in de technoscene maakten ze daarna de plaat Tricky Disco (1990), dat een van de eerste hits werd van het label Warp Records. Meer housegericht werk brachten ze uit als GTO. Onder diverse andere namen brachten ze dancemuziek uit op verschillende labels. 
In het begin van de jaren 90 verhuisden ze naar Amsterdam om actief te worden in de hardcore-scene, die op dat moment in de stad in opkomst was. In 1995 verscheen het album Headsex onder de naam Technohead. Op het album staat de single I Wanna Be a Hippy. Het harde nummer waarin een stuk zang uit de film Rude Awakening (1989) is gesampled en naar een hoger tempo gepitched, wordt een succes op gabberfeesten. Het succes is zo groot dat Mokum Records besluit om een radiovriendelijke remix te laten maken. Dit wordt de remix van het Nederlands-Amerikaanse producersduo Flamman & Abraxas. Ze maken daarbij ook een eenvoudige en humoristische videoclip in het Vondelpark. Deze versie wordt een grote hit. Naar aanleiding van het grote succes besloten Flamman & Abraxas de Party Animals op te richten: de eerste leden van de groep speelden in de videoclip van I Wanna Be a Hippy.  
Enkele weken na het succes van I Wanna Be a Hippy overleed Lee Newman aan kanker. Daarna produceerde Wells alleen nog enkele nieuwe singles. De single Happy Birthday haalde nog de hitparades. Hierna ging Michael Wells verder onder de naam Signs of Chaos en diverse andere pseudoniemen.

## Discografie
Albums
Greater Than One
- All the Masters Licked Me (1987)
- London (1988)
- G-Force (1989)

GTO
- Love Is Everywhere (1993)
- Tip of the Iceberg (1993)
- Data-Trax Volume 2 (1995)

Technohead
- Headsex (1995)

| Single met eventuele hitnotering(en) in de Nederlandse Top 40 | Datum van verschijnen | Datum van binnenkomst | Hoogste positie | Aantal weken | Opmerkingen |
| ------------------------------------------------------------- | --------------------- | --------------------- | --------------- | ------------ | ----------- |
| I Wanna Be a Hippy                                            |                       | 17-06-1995            | 1(3wk)          | 13           |             |
| Happy Birthday                                                |                       | 25-05-1996            | 37              | 3            |             |
| Banana-Na-Na                                                  |                       | 14-09-1996            | 30              | 5            |             |